# Minueto

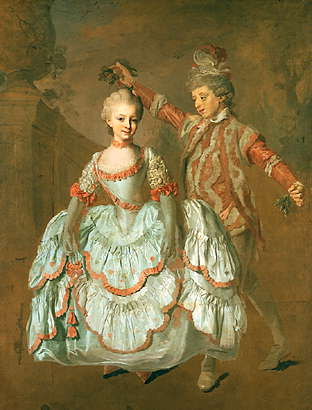
Minueto

Minueto ou minuet é uma dança em compasso de 3/4, de origem francesa ou uma composição musical que integra suítes e sinfonias. De origem aristocrática, o minueto foi muito popular na corte de Luís XIV, difundindo-se pela Europa nos séculos XVII e XVIII. É uma dança caracterizada por ser alegre. O nome significa "dança de passos miúdos" (menus), caracterizada pela delicadeza dos movimentos. Tornou-se hábito dos compositores incluírem minuetos nas suas obras instrumentais em forma de sonata, incluindo-se nas sinfonias e peças de música de câmara. Embora originalmente fosse uma dança elegante e graciosa, este rótulo às vezes é enganoso. O minueto da Sinfonia n.º 40 de Mozart, por exemplo, nada tem de elegante nem gracioso, mas exprime um grande sentimento de angústia. Entre os compositores que se destacaram nesta forma, encontram-se Bach, Haydn, Mozart, Beethoven e Paderewski.